# Le Grand Délire
Pour plus de détails, voir Fiche technique et Distribution.
Le Grand Délire est un film franco-germano-italien de Dennis Berry réalisé en 1975.

## Synopsis
Les proches de Pierre veulent transformer sa maison en maison close. De son côté, sa tante lutte pour ne pas céder à l'attirance romantique qu'elle éprouve pour son neveu.

## Fiche technique
- Titre original français : Le Grand Délire ou Pierrot la démerde
- Titre allemand : Die grosse Ekstase
- Titre italien : Prossima apertura casa di piacere (litt. « Ouverture prochaine d'une maison de plaisir »)
- Réalisation : Dennis Berry, assisté d'Emmanuel Clot
- Scénario : Dennis Berry
- Musique : Patrick Lanjean
- Photographie : Pierre Lhomme
- Montage : Renée Lichtig
- Société de production : Kangourou Films, Paris-Cannes Productions, Film Cine Produktion et Arden Distribuzione
- Société de distribution : Lugo Films (France)
- Pays de production :  France,  Italie et  Allemagne de l'Ouest
- Genre : drame
- Durée : 90 minutes
- Dates de sortie : 
  - France : 30 avril 1975
  - Allemagne de l'Ouest : 17 octobre 1975
- Classification :
  - France : Interdit aux moins de 16 ans lors de sa sortie

## Distribution
- Jean Seberg : Emily
- Yves Beneyton : John
- Pierre Blaise : Pierre
- Stefania Casini : Sonia
- Isabelle Huppert : Marie
- Wolfgang Preiss : L'oncle Artmann
- Gladys Berry : La mère
- Jacques Debary : Georges
- Daniel Léger : participant réception funérailles
- Alexandre Astruc : participant réception funérailles